# 栴檀野村
栴檀野村（せんだんのむら）は、かつて富山県東礪波郡にあった村。現在の砺波市東部の栴檀野地区にあたる。地区内には真言宗の古刹・千光寺や県民公園頼成の森、和田川ダム、国史跡に指定された山城・増山城がある。
村名は村一帯の地形である芹谷野段丘の異称である『栴檀野』からとられた。

## 沿革
- 1889年（明治22年）4月1日 - 町村制の施行により、礪波郡福岡新村、市谷村、野村、正権寺村、池田新村、上和田村、上和田新村、池原村、芹谷村、頼成新村、芹谷本村、芹谷野新村、中条新村、福岡芹谷野村、二島新村、宮森新村、宮新村、増山新村及び増山村の区域をもって、礪波郡栴檀野村が発足する。
- 1896年（明治29年）3月29日 - 郡制の施行のため、礪波郡が分割して、東礪波郡が発足により、東礪波郡に所属となる。
- 1954年（昭和29年）3月1日 - 東礪波郡砺波町に編入する。